# Бакърлъка
Бакърлъка е защитена местност в България. Намира се в землището на село Равадиново, област Бургас.
Защитената местност е с площ 7,21 ha. Обявена е на 15 октомври 2004 г. с цел опазване на естествено местообитание на хагерово лале и съобщества на други защитени и редки растителни видове, забележителен ландшафт и скали. Защитената местност попада в територията на защитената зона от Натура 2000 по директивата за птиците Бакърлъка.
В защитената местност се забраняват:
- строителство, разкриване на кариери и други дейности, които водят до промяна и унищожаване на ландшафта или водния режим на местността;
- бране на диви цветя, събиране на билки, кастрене, чупене на клони и увреждане на дърветата;
- извеждане на сечи, освен санитарни и отгледни;
- провеждане на горскостопански мероприятия през периода 1 февруари - 30 юли;
- внасяне на нехарактерни за района растителни и животински видове;
- паша на домашни животни.[1]